# Señales de humo
Señales de humo es el primer álbum de Rulo y la contrabanda. Fue grabado en Musiclan (Avinyonet de Puigventós, Girona) y el estudio Sonido XXI (Esparza de Galar, Navarra) bajo la producción de Javier San Martín. El disco fue masterizado por George Marino en Sterling Sound (NY).
El disco salió a la venta 28 de septiembre de 2010 colándose en el primer puesto de la lista de ventas. Su primer sencillo fue "Cabecita loca".
El segundo videoclip de Señales de humo fue "Heridas del Rock’n’Roll" el cual fue grabado en la ciudad de Dublín y el tercero fue "Mi Cenicienta" que fue estrenado en julio de 2011.

## Canciones
1. "No sé"
2. "La cabecita loca 3:40"
3. "Mi cenicienta 4:04"
4. "Heridas del Rock’n’Roll 4:23"
5. "Como Venecia sin agua 4:00"
6. "Como a veces lo hice yo 3:44"
7. "A la baja 4:01"
8. "Por morder tus labios 3:44"
9. "Tranqui por mi camino 4:17"
10. "Fauna rara 4:26"
11. "Descalzos nuestros pies 4:01"